# Petit profeta
El Petit profeta és una obra atribuïda a Donatello, i que data de l'any 1407. És de marbre blanc i mesura 128 cm d'altura.
A la porta de la Màndorla de Santa Maria del Fiore, està emparellat amb un altre Petit profeta atribuït a Nanni di Banco. No és clar, si aquestes dues obres, són els citats en els documents de pagament de la catedral a nom de Donatello, amb data de 1406 i 1408, en recompensa del treball en dues estàtues de profetes (dels que no es descriuen els seus detalls).

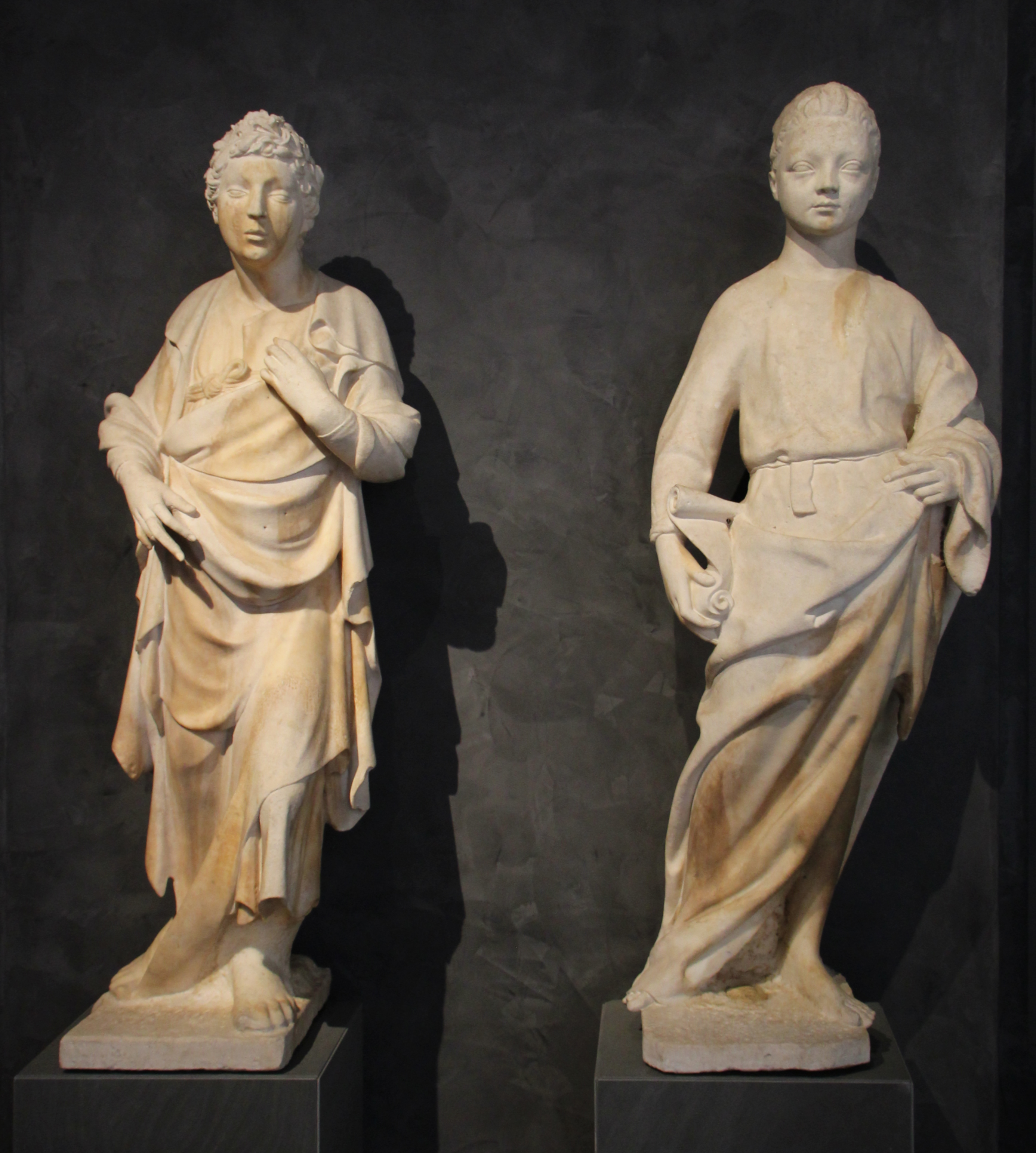
Imatge dels dos petits profetes

Al marge de les diferències estilístiques entre les dues figures, que poden ser degudes a la inexperiència per la joventut de l'artista i per altra banda a la seva semblança amb obres similars de Nanni di Banco.
Avui en dia, el Petit profeta de l'esquerra s'atribueix generalment a Donatello, sobre la base de comparacions amb altres obres d'aquesta mateixa època com del David de marbre del Bargello. No té els atributs d'un profeta, però la seva pose recorda a un dels àngels anunciants, que originalment estavan, potser, juntament amb una estàtua de la Verge de l'Anunciació.
El fet que l'altra estàtua és probablement obra de Nanni di Banco no és absolutament incompatible amb els documents de pagament, ja que en aquell moment estaven ambdós escultors en associació i participen en la decoració de la porta de la Màndorla.